# Soura (Babylonie)
Pour les articles homonymes, voir Soura.

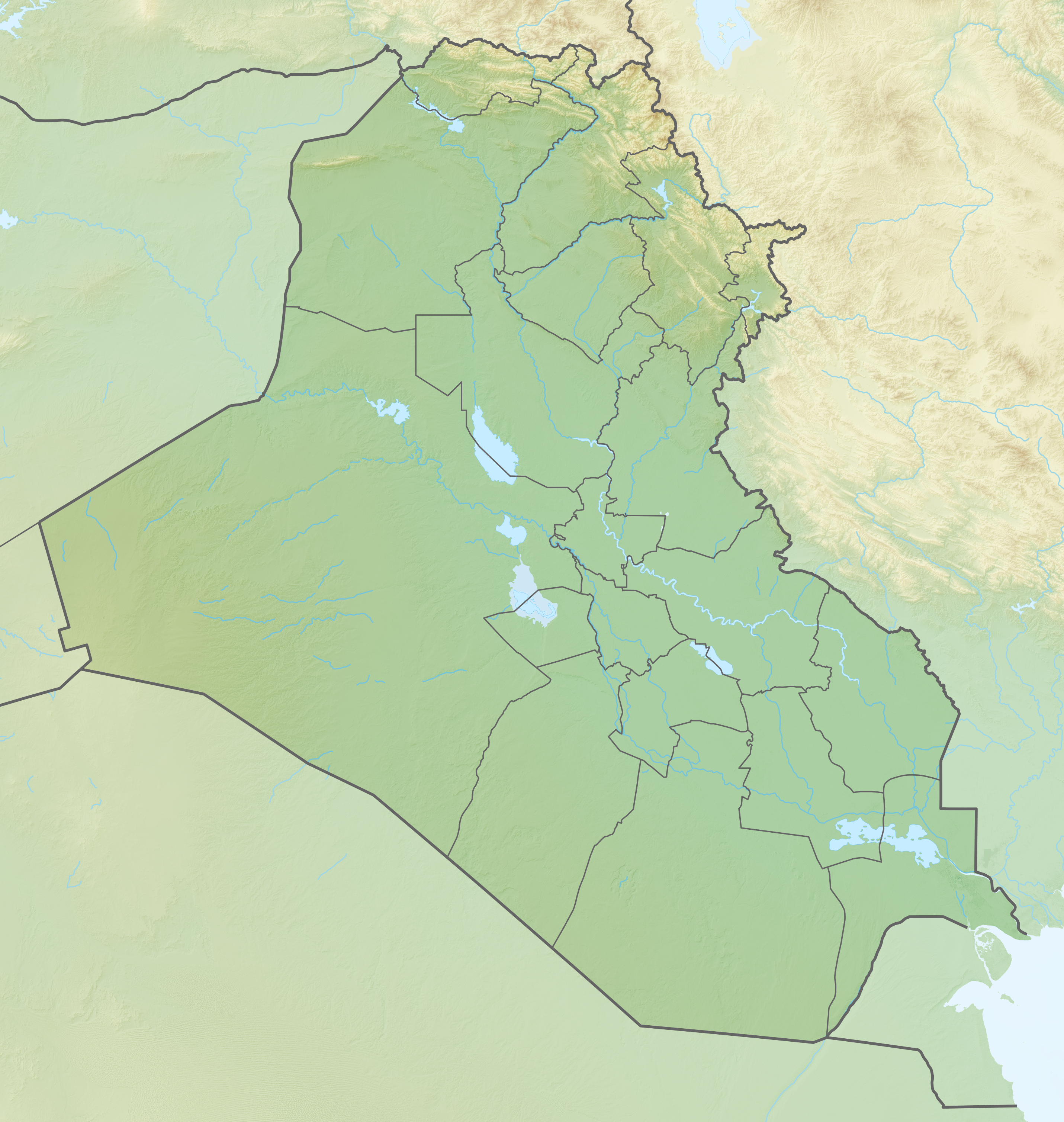
topographie de l'irak

Soura (judéo-araméen : סורא) est le nom de deux villes situées dans le sud de l'ancienne Babylonie, dont l'une aura été l'un des grands centres intellectuels du judaïsme, du IIe siècle au XIe siècle.

## Les deux Soura
La première Soura, dite « simplement Soura » (judéo-araméen : סורא סתם Soura Stam), se situait près du lac Essouria, à l'ouest de la rive de l'Euphrate. Cette proximité rendait la région fertile, et elle était réputée pour sa production agricole de raisins, de blé et d'orge. Elle abritait une importante communauté juive, vivant de l'agriculture.
La seconde, « Soura de l'Euphrate »  (judéo-araméen : סורא דפרת Soura DePhrat), se trouvait sur le bord de l'Euphrate lui-même, au nord de Poumbedita.

## La communauté de Soura
Flavius Josèphe rapporte qu'à la mort de Hassinaï et Hanilaï (circa 25 de l'ère commune), potentats juifs d'un royaume parthe, une vague de représailles anti-juives provoque une série d'émigrations, et le dépeuplement de nombreux centres comme Soura. Mal accueillis à Saloukia, où les Grecs et les Syriens, qui se livraient bataille, font cause commune contre eux, et à Katissifon, capitale du royaume parthe, les Juifs trouvent finalement refuge à Nehardea.
Une nouvelle présence juive est attestée à Soura Stam, environ 225 ans plus tard : Abba Arika, dit Rav, venu s'y installer en 219, y trouve une communauté nombreuse mais peu pratiquante, que le Talmud compare à un champ en friche,.